# Elecciones a los cabildos insulares de Canarias de 2023
Las elecciones a los cabildos insulares de Canarias se celebraron en toda la comunidad autónoma canaria el 28 de mayo del 2023, coincidiendo con las votaciones autonómicas y municipales.

## Sistema electoral
Las elecciones a los Cabildos Insulares son convocadas por el Gobierno de España en el mismo Real Decreto de convocatoria de las municipales. Los miembros que componen el pleno de la corporación, denominados Consejeras o Consejeros, son elegidos por sufragio universal directo de los ciudadanos de cada isla, en urna distinta a la de las elecciones municipales. La papeleta y sobre usadas para esta elección son de color verde. La persona que ocupa el primer lugar de la lista más votada ocupa automáticamente la presidencia, aunque puede cambiar mediante una moción de censura posterior.
La circunscripción electoral es la isla. Para el reparto de consejeros se tienen en cuenta únicamente las candidaturas que superen el 5% de los votos válidos en la circunscripción, utilizando el método D'Hondt. El número de consejeros a elegir está establecido por la LOREG y depende de la población de cada una de las islas. La distribución para esta convocatoria es la siguiente:
| Cabildo Insular | Consejeros |
| --------------- | ---------- |
| Tenerife        | 31         |
| Gran Canaria    | 29         |
| Lanzarote       | 23         |
| Fuerteventura   | 23         |
| La Palma        | 21         |
| La Gomera       | 17         |
| El Hierro       | 13         |

## Resumen
| Cir.  | PSOE | CC  | PP  | Nca | ASG | VOX | AHI | AH  | Otros | Presidente electo | Presidente electo       |
| Cir.  | Dip  | Dip | Dip | Dip | Dip | Dip | Dip | Dip | Dip   | Presidente electo | Presidente electo       |
| ----- | ---- | --- | --- | --- | --- | --- | --- | --- | ----- | ----------------- | ----------------------- |
| EH    | 3    |     | 2   |     |     |     | 4   | 3   | 1     |                   | Alpidio Armas (PSOE)    |
| FV    | 5    | 8   | 5   | 3   |     |     |     |     | 2     |                   | Lola García (CCa)       |
| GC    | 8    | 3   | 7   | 8   |     | 3   |     |     |       |                   | Antonio Morales (NC)    |
| LG    | 3    | 1   |     |     | 11  |     |     |     | 2     |                   | Casimiro Curbelo (ASG)  |
| LP    | 5    | 11  | 5   |     |     |     |     |     |       |                   | Sergio Rodríguez (CCa)  |
| LZ    | 8    | 8   | 4   | 2   |     | 1   |     |     |       |                   | Oswaldo Betancort (CCa) |
| TF    | 11   | 10  | 8   |     |     | 2   |     |     |       |                   | Rosa Dávila (CCa)       |
| Total | 46   | 38  | 31  | 13  | 11  | 6   | 4   | 3   | 5     |                   |                         |

Coalición Canaria fue el partido que ha ganado en más islas (Fuerteventura, Lanzarote y La Palma), mientras que el Partido Socialista Obrero Español fue el que más consejeros obtuvo. El PSOE ganó en Tenerife y quedó en segunda posición a corta distancia del primer partido en las islas de El Hierro y Lanzarote, habiendo sido derrotada en la primera por Agrupación Herreña Independiente por 21 votos y en la segunda por CC por catorce décimas. Nueva Canarias revalidó su victoria en Gran Canaria y Agrupación Socialista Gomera en La Gomera. Tras el final del escrutinio los partidos ganadores en La Palma y La Gomera obtuvieron mayoría absoluta y por tanto gobernarán sin pactos. En el resto de islas, aunque la ley dictamine que el partido ganador directamente accede a la presidencia, se han tenido que perfilar pactos de gobierno para garantizar la estabilidad.  
Del mismo modo que en el Gobierno de Canarias, Coalición Canaria y Partido Popular han hecho pactos para la formación de gobiernos en los Cabildos Insulares, como es el caso de Lanzarote o en Tenerife, en esta última impidiendo un gobierno del PSOE. En el caso de Fuerteventura, CC y PSOE acordaron la formación de gobierno siendo una de las pocas instituciones canarias donde CC y PP no han pactado un gobierno. En Gran Canaria se perfiló un acuerdo de gobierno entre Nueva Canarias y PSOE. En El Hierro, PSOE, Asamblea Herreña e Izquierda Unida Canaria-Reunir presentaron una moción de censura que impidió un gobierno de AHI.

## Cabildo Insular de El Hierro
| Candidaturas         | Candidaturas                                     | Candidato             | Votos                | %                              | Escaños                        |
| -------------------- | ------------------------------------------------ | --------------------- | -------------------- | ------------------------------ | ------------------------------ |
|                      | Agrupación Herreña Independiente (AHI)           | Javier Armas          | 1.574                | 26,4                           | 4                              |
|                      | Partido Socialista de Canarias (PSC)             | Alpidio Armas         | 1.553                | 26,0                           | 3                              |
|                      | Asamblea Herreña (AH)                            | David Cabrera         | 1.249                | 20,9                           | 3                              |
|                      | Partido Popular (PP)                             | Rubén Armiche Benítez | 865                  | 14,5                           | 2                              |
|                      | Izquierda Unida - Reunir Canarias (IUC - Reunir) | Amado Carballo        | 477                  | 8,0                            | 1                              |
|                      | Vox                                              | José María Soriano    | 85                   | 1,4                            | -                              |
|                      | Tercera Edad en Acción (3e)                      | Angélica María Calero | 78                   | 1,3                            | -                              |
| Votos a candidaturas | Votos a candidaturas                             | Votos a candidaturas  | 5.881                | 98,5                           | 13                             |
| Blancos              | Blancos                                          | Blancos               | 91                   | 1,5                            |                                |
| Votos válidos        | Votos válidos                                    | Votos válidos         | 5.972                | 97,6                           |                                |
| Nulos                | Nulos                                            | Nulos                 | 146                  | 2,4                            |                                |
| Votantes             | Votantes                                         | Votantes              | 6.118                | Participación \| \| 70,25 % \| | Participación \| \| 70,25 % \| |
| Electores            | Electores                                        | Electores             | 8.708                | Participación \| \| 70,25 % \| | Participación \| \| 70,25 % \| |
| Presidente titular   | Presidente titular                               | Presidente electo     | Presidente electo    | Presidente electo              | Presidente electo              |
| Alpidio Armas (PSOE) | Alpidio Armas (PSOE)                             | Alpidio Armas (PSOE)  | Alpidio Armas (PSOE) | Alpidio Armas (PSOE)           | Alpidio Armas (PSOE)           |
|                      | 70,25 %                                          |                       |                      |                                |                                |

Javier Armas fue presidente del Cabildo Insular de El Hierro durante 10 días hasta julio de 2023 (Según la ley, el candidato ganador de las elecciones accede directamente al cargo sin tener que hacer pactos). Sin embargo, PSOE, Asamblea Herreña e Izquierda Unida Canaria-Reunir Canarias presentaron una moción de censura contra AHI, por lo que el PSOE recuperaría el control del cabildo. Se da la circunstancia de que ambos candidatos, Javier Armas y Alpidio Armas, son hermanos.

## Cabildo Insular de Fuerteventura
Los resultados de las elecciones al Cabildo Insular de Fuerteventura son los siguientes:
| Candidaturas         | Candidaturas                                    | Candidato                      | Votos             | %                             | Escaños                       |
| -------------------- | ----------------------------------------------- | ------------------------------ | ----------------- | ----------------------------- | ----------------------------- |
|                      | Coalición Canaria (CCa)                         | Lola García                    | 10.680            | 27,8                          | 8                             |
|                      | Partido Popular (PP)                            | Jessica de León                | 7.181             | 18,7                          | 5                             |
|                      | Partido Socialista de Canarias (PSC)            | Blas Acosta                    | 6.763             | 17,6                          | 5                             |
|                      | Nueva Canarias-Frente Amplio Canarista (NC-FAC) | Matías Peña                    | 4.873             | 12,7                          | 3                             |
|                      | Asambleas Municipales de Fuerteventura (AMF)    | Sergio Lloret                  | 3.607             | 9,4                           | 2                             |
|                      | Vox                                             | Natalia Carolina Reggiani      | 1.903             | 5,0                           | -                             |
|                      | Drago Verde Canarias (DVC)                      | Dolores Encarnación González   | 1.201             | 3,1                           | -                             |
|                      | Unidas Sí Podemos (USP)                         | María Dolores Muñoz de la Nava | 763               | 2,0                           | -                             |
|                      | Plataforma por Fuerteventura (PxF)              | José Juan Herrera              | 502               | 1,3                           | -                             |
|                      | Contigo Somos Democracia                        | José Manuel Quintana           | 276               | 0,7                           | -                             |
| Votos a candidaturas | Votos a candidaturas                            | Votos a candidaturas           | 37.749            | 98,4                          | 23                            |
| Blancos              | Blancos                                         | Blancos                        | 611               | 1,6                           |                               |
| Votos válidos        | Votos válidos                                   | Votos válidos                  | 38.360            | 97,4                          |                               |
| Nulos                | Nulos                                           | Nulos                          | 1.043             | 2,6                           |                               |
| Votantes             | Votantes                                        | Votantes                       | 39.403            | Participación\| \| 55,96 % \| | Participación\| \| 55,96 % \| |
| Electores            | Electores                                       | Electores                      | 70.411            | Participación\| \| 55,96 % \| | Participación\| \| 55,96 % \| |
| Presidente titular   | Presidente titular                              | Presidente electo              | Presidente electo | Presidente electo             | Presidente electo             |
| Sergio Lloret (AMF)  | Sergio Lloret (AMF)                             | Lola García (CC)               | Lola García (CC)  | Lola García (CC)              | Lola García (CC)              |
|                      | 55,96 %                                         |                                |                   |                               |                               |

## Cabildo Insular de Gran Canaria
Los resultados de las elecciones al Cabildo Insular de Gran Canaria son los siguientes:
| Candidaturas          | Candidaturas                                          | Candidato                 | Votos                 | %                     | Escaños               |
| --------------------- | ----------------------------------------------------- | ------------------------- | --------------------- | --------------------- | --------------------- |
|                       | Nueva Canarias-Frente Amplio Canarista (NC-FAC)       | Antonio Morales           | 90.385                | 24,84                 | 8                     |
|                       | Partido Socialista de Canarias (PSC)                  | Augusto Hidalgo           | 80.688                | 22,18                 | 8                     |
|                       | Partido Popular (PP)                                  | Miguel Jorge              | 75.520                | 20,76                 | 7                     |
|                       | Coalición Canaria (CCa)                               | María Fernández           | 33.320                | 9,16                  | 3                     |
|                       | Vox                                                   | Yeray Antonio Suárez      | 33.054                | 9,08                  | 3                     |
|                       | Unidos por Gran Canaria (UxGC)                        | José María Ponce          | 17.899                | 4,92                  | -                     |
|                       | Unidas Sí Podemos (USP)                               | Antonio Pérez             | 12.404                | 3,41                  | -                     |
|                       | Drago Verde Canarias (DVC)                            | María del Rosario Correas | 6.521                 | 1,79                  | -                     |
|                       | Hablemos Ahora                                        | Paco Pérez                | 4.232                 | 1,16                  | -                     |
|                       | Partido Animalista Con el Medio Ambiente (PACMA)      | Iris Cristina Sánchez     | 3.845                 | 1,06                  | -                     |
|                       | Reunir Canarias Sostenible                            | Antonio Díaz              | 1.972                 | 0,54                  | -                     |
|                       | Ahora Canarias - Partido Comunista del Pueblo Canario | Sonia María Iruela        | 1.301                 | 0,36                  | -                     |
|                       | Ciudadanos (Cs)                                       | Helena Iballa Naranjo     | 1.199                 | 0,33                  | -                     |
|                       | Tercera Edad en Acción (3e)                           | José Suárez               | 1.074                 | 0,3                   | -                     |
|                       | Contigo Somos Democracia                              | Zebenzui Juan Yánez       | 430                   | 0,12                  | -                     |
| Votos a candidaturas  | Votos a candidaturas                                  | Votos a candidaturas      | 363.844               | 98,37                 | 29                    |
| Blancos               | Blancos                                               | Blancos                   | 5.938                 | 1,61                  |                       |
| Votos válidos         | Votos válidos                                         | Votos válidos             | 369.782               | 98,58                 |                       |
| Nulos                 | Nulos                                                 | Nulos                     | 5.340                 | 1,42                  |                       |
| Votantes              | Votantes                                              | Votantes                  | 375.122               | \| \| 55,83 % \|      | \| \| 55,83 % \|      |
| Electores             | Electores                                             | Electores                 | 671.859               | \| \| 55,83 % \|      | \| \| 55,83 % \|      |
| Presidente titular    | Presidente titular                                    | Presidente electo         | Presidente electo     | Presidente electo     | Presidente electo     |
| Antonio Morales (NCa) | Antonio Morales (NCa)                                 | Antonio Morales (NCa)     | Antonio Morales (NCa) | Antonio Morales (NCa) | Antonio Morales (NCa) |
|                       | 55,83 %                                               |                           |                       |                       |                       |

## Cabildo Insular de La Gomera
| Candidaturas           | Candidaturas                         | Candidato                  | Votos                  | %                              | Escaños                        |
| ---------------------- | ------------------------------------ | -------------------------- | ---------------------- | ------------------------------ | ------------------------------ |
|                        | Agrupación Socialista Gomera (ASG)   | Casimiro Curbelo           | 6.847                  | 58,5                           | 11                             |
|                        | Partido Socialista de Canarias (PSC) | María Inmaculada Rodríguez | 1.774                  | 15,1                           | 3                              |
|                        | Iniciativa por La Gomera (IxLG)      | Aarón Rodríguez            | 1.663                  | 14,2                           | 2                              |
|                        | Coalición Canaria (CCa)              | Christian Méndez           | 701                    | 6,0                            | 1                              |
|                        | Partido Popular (PP)                 | Carmen Delia García        | 411                    | 3,5                            | -                              |
|                        | Vox                                  | Jorge Iván Negrín          | 195                    | 1,7                            | -                              |
| Votos a candidaturas   | Votos a candidaturas                 | Votos a candidaturas       | 11.591                 | 99,0                           | 17                             |
| Blancos                | Blancos                              | Blancos                    | 116                    | 1,0                            |                                |
| Votos válidos          | Votos válidos                        | Votos válidos              | 11.707                 | 98,2                           |                                |
| Nulos                  | Nulos                                | Nulos                      | 210                    | 1,8                            |                                |
| Votantes               | Votantes                             | Votantes                   | 11.917                 | Participación \| \| 73,15 % \| | Participación \| \| 73,15 % \| |
| Electores              | Electores                            | Electores                  | 16.289                 | Participación \| \| 73,15 % \| | Participación \| \| 73,15 % \| |
| Presidente titular     | Presidente titular                   | Presidente electo          | Presidente electo      | Presidente electo              | Presidente electo              |
| Casimiro Curbelo (ASG) | Casimiro Curbelo (ASG)               | Casimiro Curbelo (ASG)     | Casimiro Curbelo (ASG) | Casimiro Curbelo (ASG)         | Casimiro Curbelo (ASG)         |
|                        | 73,15 %                              |                            |                        |                                |                                |

## Cabildo Insular de La Palma
| Candidaturas                  | Candidaturas                                    | Candidato                 | Votos                 | %                             | Escaños                       |
| ----------------------------- | ----------------------------------------------- | ------------------------- | --------------------- | ----------------------------- | ----------------------------- |
|                               | Coalición Canaria (CCa)                         | Sergio Rodríguez          | 20.501                | 46,8                          | 11                            |
|                               | Partido Socialista de Canarias (PSC)            | Borja Perdomo             | 9.016                 | 20,6                          | 5                             |
|                               | Partido Popular (PP)                            | Mariano Hernández Zapata  | 8.833                 | 20,2                          | 5                             |
|                               | Nueva Canarias-Frente Amplio Canarista (NC-FAC) | Juan Miguel Rodríguez     | 1.178                 | 2,7                           | -                             |
|                               | Drago Verde Canarias (DVC)                      | Sara Hernández            | 916                   | 2,1                           | -                             |
|                               | Vox                                             | María Alexandra Santana   | 808                   | 1,8                           | -                             |
|                               | Unidas Sí Podemos (USP)                         | Adonai Carballo           | 800                   | 1,8                           | -                             |
|                               | Movimiento Alternativo Electoral (MAE)          | Dulce García              | 771                   | 1,8                           | -                             |
|                               | Ciudadanos (Cs)                                 | Juan Arturo San Gil       | 408                   | 0,9                           | -                             |
|                               | Más Canarias (+C)                               | Florisela María Rodríguez | 134                   | 0,3                           | -                             |
| Votos a candidaturas          | Votos a candidaturas                            | Votos a candidaturas      | 43.365                | 99,1                          | 21                            |
| Blancos                       | Blancos                                         | Blancos                   | 397                   | 0,9                           |                               |
| Votos válidos                 | Votos válidos                                   | Votos válidos             | 43.762                | 98,6                          |                               |
| Nulos                         | Nulos                                           | Nulos                     | 602                   | 1,3                           |                               |
| Votantes                      | Votantes                                        | Votantes                  | 44.364                | Participación\| \| 69,08 % \| | Participación\| \| 69,08 % \| |
| Electores                     | Electores                                       | Electores                 | 64.218                | Participación\| \| 69,08 % \| | Participación\| \| 69,08 % \| |
| Presidente titular            | Presidente titular                              | Presidente electo         | Presidente electo     | Presidente electo             | Presidente electo             |
| Mariano Hernández Zapata (PP) | Mariano Hernández Zapata (PP)                   | Sergio Rodríguez (CC)     | Sergio Rodríguez (CC) | Sergio Rodríguez (CC)         | Sergio Rodríguez (CC)         |
|                               | 69,08 %                                         |                           |                       |                               |                               |

## Cabildo Insular de Lanzarote
Los resultados de las elecciones al Cabildo Insular de Lanzarote son los siguientes:
| Candidaturas          | Candidaturas                                    | Candidato              | Votos                  | %                             | Escaños                       |
| --------------------- | ----------------------------------------------- | ---------------------- | ---------------------- | ----------------------------- | ----------------------------- |
|                       | Coalición Canaria (CCa)                         | Oswaldo Betancort      | 14.390                 | 28,9                          | 8                             |
|                       | Partido Socialista de Canarias (PSC)            | Dolores Corujo         | 14.321                 | 28,8                          | 8                             |
|                       | Partido Popular (PP)                            | Jacobo Medina          | 8.531                  | 17,2                          | 4                             |
|                       | Nueva Canarias-Frente Amplio Canarista (NC-FAC) | Óscar Noda             | 4.357                  | 8,8                           | 2                             |
|                       | Vox                                             | Óscar Pérez            | 3.044                  | 6,1                           | 1                             |
|                       | Unidas Sí Podemos (USP)                         | Nicolás Saavedra       | 2.078                  | 4,2                           | -                             |
|                       | Lanzarote en Pie (LEP)                          | Ruimán Duarte          | 1.019                  | 2,0                           | -                             |
|                       | Drago Verde Canarias (DVC)                      | Esther Gómez           | 951                    | 1,9                           | -                             |
| Votos a candidaturas  | Votos a candidaturas                            | Votos a candidaturas   | 48.691                 | 97,9                          | 23                            |
| Blancos               | Blancos                                         | Blancos                | 1.042                  | 2,1                           |                               |
| Votos válidos         | Votos válidos                                   | Votos válidos          | 49.733                 | 98,5                          |                               |
| Nulos                 | Nulos                                           | Nulos                  | 766                    | 1,5                           |                               |
| Votantes              | Votantes                                        | Votantes               | 50.499                 | Participación\| \| 50,18 % \| | Participación\| \| 50,18 % \| |
| Electores             | Electores                                       | Electores              | 100.627                | Participación\| \| 50,18 % \| | Participación\| \| 50,18 % \| |
| Presidente titular    | Presidente titular                              | Presidente electo      | Presidente electo      | Presidente electo             | Presidente electo             |
| Dolores Corujo (PSOE) | Dolores Corujo (PSOE)                           | Oswaldo Betancort (CC) | Oswaldo Betancort (CC) | Oswaldo Betancort (CC)        | Oswaldo Betancort (CC)        |
|                       | 50,18 %                                         |                        |                        |                               |                               |

## Cabildo Insular de Tenerife
| Candidaturas         | Candidaturas                                          | Candidato             | Votos             | %                 | Escaños           |
| -------------------- | ----------------------------------------------------- | --------------------- | ----------------- | ----------------- | ----------------- |
|                      | Partido Socialista de Canarias (PSC)                  | Pedro Martín          | 112.609           | 29,14             | 11                |
|                      | Coalición Canaria (CCa)                               | Rosa Dávila           | 107.614           | 27,85             | 10                |
|                      | Partido Popular (PP)                                  | Lope Afonso           | 78.820            | 20,4              | 8                 |
|                      | Vox                                                   | Ana Mercedes Salazar  | 28.008            | 7,25              | 2                 |
|                      | Unidas Sí Podemos (USP)                               | Manuel Marrero        | 17.820            | 4,61              | -                 |
|                      | Drago Verde Canarias (DVC)                            | Carmen Pestano        | 16.977            | 4,39              | -                 |
|                      | Nueva Canarias-Frente Amplio Canarista (NC-FAC)       | Valentín Correa       | 10.176            | 2,63              | -                 |
|                      | Partido Animalista Con el Medio Ambiente (PACMA)      | Cristo Gil            | 7.759             | 2,01              | -                 |
|                      | Ciudadanos (Cs)                                       | Enrique Arriaga       | 3.068             | 0,79              | -                 |
|                      | Unión Democrática de Canarias                         | José Juan Ignacio     | 924               | 0,24              | -                 |
|                      | Reunir Canarias Sostenible                            | Marta Carmona         | 881               | 0,23              | -                 |
|                      | Tercera Edad en Acción (3e)                           | Sergio Rodríguez      | 879               | 0,23              | -                 |
|                      | Ahora Canarias - Partido Comunista del Pueblo Canario | María Tatiana Delgado | 863               | 0,22              | -                 |
| Votos a candidaturas | Votos a candidaturas                                  | Votos a candidaturas  | 386.398           | 98,35             | 31                |
| Blancos              | Blancos                                               | Blancos               | 6.463             | 1,65              |                   |
| Votos válidos        | Votos válidos                                         | Votos válidos         | 392.861           | 98,58             |                   |
| Nulos                | Nulos                                                 | Nulos                 | 5.651             | 1,42              |                   |
| Votantes             | Votantes                                              | Votantes              | 398.512           | \| \| 58,25 % \|  | \| \| 58,25 % \|  |
| Electores            | Electores                                             | Electores             | 684.148           | \| \| 58,25 % \|  | \| \| 58,25 % \|  |
| Presidente titular   | Presidente titular                                    | Presidente electo     | Presidente electo | Presidente electo | Presidente electo |
| Pedro Martín (PSOE)  | Pedro Martín (PSOE)                                   | Rosa Dávila (CC)      | Rosa Dávila (CC)  | Rosa Dávila (CC)  | Rosa Dávila (CC)  |
|                      | 58,25 %                                               |                       |                   |                   |                   |

Pedro Martín, al estar al frente de la lista más votada en las elecciones, pudo ser designado directamente como Presidente del Cabildo Insular de Tenerife sin tener pactos. No obstante, Coalición Canaria y el Partido Popular pactaron para formar gobierno. Sin embargo, antes de que se pudiera debatir una moción de censura propuesta por CC y PP (la mayoría de ocasiones anteriores en las elecciones al cabildo se han tenido que proponer mociones a posteriori para desalojar al candidato más votado), Pedro Martín renunció al cargo facilitando la designación de Rosa Dávila como Presidenta del Cabildo sin necesidad de debatirse tal moción. De este modo, Rosa Dávila se convertiría así en la primera mujer presidenta del Cabildo de Tenerife.